# Jakobín

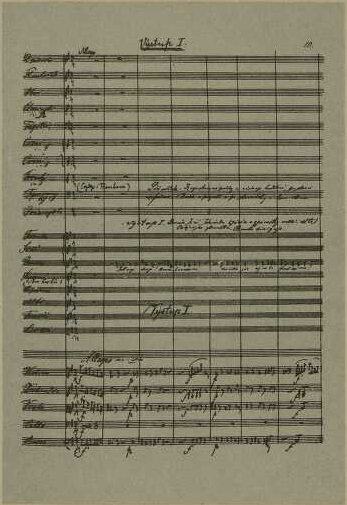
Stránka z rukopisu II. aktu opery „Jakobín“

Jakobín je opera o třech dějstvích Antonína Dvořáka. Libreto napsali Marie Červinková-Riegrová a František Ladislav Rieger. Premiéra první verze se konala 12. února 1889 v Národním divadle v Praze, premiéra druhé verze 19. června 1898 tamtéž. Děj Jakobína se odehrává v českém městečku v roce 1793, tedy v době vrcholící (a zároveň končící) Velké francouzské revoluce.
Příběh sleduje osudy lidí s různým společenským zařazením: hraběte Bohuše, který se vrací po letech z Paříže do rodného města spolu se svou ženou Julií a vyjasňuje si vztahy se svým otcem, hrabětem Vilémem z Harasova, i se svým bratrancem Adolfem z Harasova. Setkáme se i se zamilovaným párem – mysliveckým mládencem Jiřím a Terinkou, dcerou učitele a regenschoriho Bendy. Všem zúčastněným pak ztrpčuje život – spolu s Adolfem – i hraběcí purkrabí Filip. Antonín Dvořák při komponování Jakobína inklinoval ke stylu francouzské lyrické opery. Mistrně vystihl jednotlivé postavy a dal jim realisticky vyhraněné charaktery. I když pracuje s uzavřenými čísly a áriemi, dbá na vřazení jednotlivých čísel do jednolitého rámce a proudu celého díla, které tak má dějový spád a dramatický účinek.

## Osoby a první obsazení
| osoba | hlasový obor | premiéra (9.2.1889)           | premiéra 2. verze (19.6.1898) |
| --- | ------------ | ----------------------------- | ----------------------------- |
| hrabě Vilém z Harasova, majitel panství a generál ve výslužbě                                                                    | bas          | Karel Čech                    | Václav Kliment                |
| Bohuš z Harasova, jeho syn | baryton      | Bohumil Benoni                | František Šír                 |
| Adolf z Harasova, jeho synovec                                                                                                   | baryton      | Václav Viktorin               | Václav Viktorin               |
| Julie, žena Bohušova | soprán       | Berta Foersterová-Lautererová | Julie Koldovská               |
| Filip, hraběcí purkrabí | bas          | Vilém Heš                     | Robert Polák                  |
| Jiří, myslivecký mládenec | tenor        | Karel Veselý                  | Karel Veselý                  |
| Benda, učitel a regenschori, hudební skladatel                                                                                   | tenor        | Adolf Krössing                | Adolf Krössing                |
| Terinka, jeho dcera | soprán       | Hana Cavallarová              | Hana Cavallarová              |
| Lotinka, zámecká klíčnice | alt          | Emma Maislerová               | Růžena Vykoukalová            |
| měšťané a měšťanky, mládež, školní děti, hudebníci, mušketýři, venkované, průvod Flory a strážní duchové domácí v alegorické hře |              |                               |                               |
| Dirigent: | Dirigent:    | Adolf Čech                    | Adolf Čech                    |
| Režisér: | Režisér:     | Josef Šmaha                   | Josef Šmaha                   |

## Děj opery
Odehrává se v českém venkovském městečku roku 1793.

### 1. dějství
(Náměstí venkovského městečka) Do městečka se z ciziny vracejí Bohuš a Julie. Zpěv měšťanů v kostele (sbor Své hlavy v prachu skláníme) Bohušovi ihned přivolává dávné vzpomínky (árie Jak dlouho steskem soužený já toužil v ráj svůj ztracený). Jeho otec, hrabě Vilém z Harasova, kterému patří zdejší panství, se se synem před dávnými lety rozkmotřil pro jeho svobodomyslné názory i pro volbu manželky. Bohuš byl nucen odejít, jeho milovaná matka zemřela a do přízně starého hraběte se vetřel synovec Adolf.
Z kostela vycházejí hoši a po nich děvčata a ostatní měšťané (sbor Jen postůjme tu okamžení, až půjdou z kostela). Hned se dávají do tance. Vycházejí také učitel Benda s dcerou Terinkou, následovaní jejím milým Jiřím. Terince se dvoří nadutý purkrabí, kterému přeje i její otec, a odvádí ji k tanci; Jiří se zlobí (arieta Ten starý bloud ji žádá o tanec!). Kamarádi se mu smějí (sbor Zle je s tebou, milý hochu). Jiří se pomstí a zpívá, vesele povzbuzován sborem, posměšnou písničku o purkrabím (Znáte toho pána, starého sršána, znáte jej?). Purkrabí se jej marně snaží zastavit (árie To mně se stát! Tak ctíte pána!... Počkejte, vy blázni, hoši bohaprázdní). Jiří s Terinkou si vyznávají lásku (duet Pohleď mi do očí, podej mi ruku), purkrabí je ale přeruší a Jiřímu vyhrožuje vojnou (tercet Jen počkejte, vy zkrotnete).
Bohuš s Julií se ptají po hraběti. Od purkrabího se dozvědí, že hrabě se před světem stáhl a zdejší zámek nenavštěvuje, na syna zanevřel: je to prý buřič a ve Francii se přidal k hrozným jakobínům! Tu přijíždí nečekaně hrabě i s Adolfem. Vítá se s lidem, slova učitele Bendy, který mylně pokládá Adolfa za jeho syna, jej však rozezlí. Nepřítomného potomka proklíná a jako svého nástupce přijel představit svého synovce. Zatímco lid oslavuje nového pána, Bohuš a Julie skryti v davu zoufají.

### 2. dějství
(Síň u učitele) Benda s dospělým a dětským sborem nacvičují kantátu a alegorickou hru k uvítání nového pána (árie Tak, moji drazí! Bravo bravissimo! a scéna zkoušky). Pak všichni odejdou až na Terinku, která si stěžuje na svého otce (árie Ach Bože, božínku, jaké to pro mne utrpení... Na podzim v ořeší láska již netěší). Vrací se Jiří a přesvědčuje ji, aby se otci přiznala s jejich láskou (duet V té trýzni stálé jak žíti dále). Když se Benda vrací, oba milenci předstírají, že procvičují svůj duet. Benda je brzy prohlédne (popadli špatné noty), jenže když chce Jiřího vykázat a Terinku přesvědčuje k sňatku s purkrabím, hrozí mu oba, že záměrně pokazí večerní produkci. Ta je ale Bendovi nade vše ostatní, takže prozatím nenaléhá.
Lidé varují Bendovy před cizinci, z nichž se vyklubali jakobíni, a tak když Bohuš a Julie žádají učitele o nocleh, nechce je nejprve přijmout. Příchozí však zaníceně vyprávějí, jak v cizině dokázali přežít jen díky české písni (duet My cizinou jsme bloudili), čímž si zcela získají Bendovo srdce.
Když přijde purkrabí dvořit se Terince, dá se do hádky s Jiřím, kterou Benda nemůže rozřešit (purkrabí je dobrá partie, ale jeho bas nemůže nahradit Jiřího tenor). Když už chce purkrabí Jiřího dát zatknout, přichází Adolf a ptá se, zda již purkrabí zadržel ony cizince, jak měl nařízeno. Jiří a Terinka se snaží najít u nového pána podporu, ten je však odmítne. Zastane se jich však Bohuš, který se vystaví konfrontaci s Adolfem. Ten jej dá odvést do vězení a hodlá zabránit tomu, aby se hrabě o Bohušově přítomnosti dozvěděl.

### 3. dějství
(Zámecká síň) Jiří se snaží dostat k hraběti, aby mu sdělil novinu o jeho synovi, ale Adolf a purkrabí dají i jej uvrhnout do vězení. Za pomoci klíčnice Lotinky se do hraběcích komnat dostávají Benda s Julií; Julie se zatím skryje do vedlejší místnosti a Benda má s hrabětem, pod záminkou předání partitury dnešní serenády, pohovořit o odpuštění Bohušovi. Hrabě sice dojatě vzpomíná na své dítě (árie Ten úsměv děcka, ty líce ruměné), ale jen se znovu rozohní a zavrhuje syna i jeho ženu.
Benda odchází s nepořízenou. Julie začne hrát na harfu a zpívat ukolébavku, kterou kdysi jejímu choti zpívávala matka (píseň Synáčku, můj květe, mé blaho, můj světe). V hraběti vyvolává tato melodie výčitky svědomí (arieta Mně zdálo se? Ne, byl to klam!). Vychází Julie a dává se hraběti poznat. Navíc mu dokazuje, že Bohuš nebyl jakobínem: naopak, byl spolu s girondisty odsouzen za jakobínské diktatury k smrti. Uprchl sice s Juliinou pomocí, ale nyní je uvězněn na zámku svého otce.
Vcházejí hosté k obřadu nastolení nového pána. Bendovi svěřenci odehrají slibovanou alegorickou hru (Zdráv buď, ó pane náš, lid tvůj tě vítá), zpívají i vesničané (sbor Stojí pěkný zámek na kopci vysokém). Hrabě se chystá předat vládu Adolfovi, ale dovolává se starého zvyku, že se při takové příležitosti mají propustit vězňové, pokud se zrovna na zámku nalézají. Adolf a purkrabí se zdráhají, nakonec ale musí přiznat, že jeden vězeň je. Hrabě ho káže předvést. Pravda tedy vyjde najevo, přichází Bohuš a otec jej ihned bere do náruče (árie Bohuše Ó mám tě zas, tisknu tě v objetí). Adolf a purkrabí jsou poraženi, hrabě žehná synovi a snaše i Jiřímu a Terince a všichni přítomní zpívají a tancují (finále Zaplesejte, zajásejte, štěstí naše zkvetlo!, menuet a polka Pusté síně obživněte, staré stěny omládněte!).
| „                                                | My cizinou jsme bloudili, ach, dlouhá léta, dlouhá, zrak slzy stesku kalily a v srdci vřela touha. Kdož čítal naše povzdechy, kdož vyhnanci dá útěchy! Tu z hloubi duše zapěli jsme sobě českou píseň a z duše chmury zmizely, ze srdce prchla tíseň... Jen ve zpěvu, jen ve zpěvu jsme našli sladkou úlevu! | “ |
| — duet Bohuše a Julie z II. dějství, první sloka | |   |

## Nahrávky
Existuje dosud šest kompletních nahrávek Jakobína, tři starší rozhlasové nahrávky však dosud nebyly vydány.
- 1947 (nevydáno, rekonstruováno 1995) Zpívají (hrabě) Karel Kalaš, (Bohuš) Václav Bednář, (Adolf) Theodor Šrubař, (Julie) Ludmila Červinková, (Filip) Jaroslav Veverka, (Jiří) Antonín Votava, (Benda) Karel Hruška, (Terinka) Štefa Petrová, (Lotinka) Marie Cyteráková. Pražský rozhlasový orchestr a Pěvecký sbor Československého rozhlasu řídí František Dyk[1]
- 1964 (nevydáno, rekonstruováno 1996) Zpívají (hrabě) Richard Novák, (Bohuš) Jindřich Jindrák, (Adolf) Antonín Švorc, (Julie) Milada Šubrtová, (Filip) Karel Berman, (Jiří) Oldřich Spisar, (Benda) Antonín Votava, (Terinka) Helena Tattermuschová, (Lotinka) Marie Ovčačíková. Pražský rozhlasový orchestr a Pěvecký sbor Československého rozhlasu řídí Jan Hus Tichý[2]
- 1974 (nevydáno) Zpívají (hrabě) Josef Klán, (Bohuš) René Tuček, (Adolf) Eduard Hrubeš, (Julie) Gita Abrahámová-Hagarová, (Filip) Richard Novák, (Jiří) Vilém Přibyl, (Benda) Zdeněk Soušek, (Terinka) Anna Kratochvílová, (Lotinka) Anna Barová. Orchestr opery Státního divadla v Brně a Pěvecký sbor Československého rozhlasu řídí František Jílek[3]
- 1977 (Supraphon, vydáno LP 1980, CD 1994 SU 11 21902 612) Zpívají (hrabě) Karel Průša, (Bohuš) Václav Zítek, (Adolf) René Tuček, (Julie) Marcela Machotková, (Filip) Karel Berman, (Jiří) Vilém Přibyl, (Benda) Beno Blachut, (Terinka) Daniela Šounová, (Lotinka) Ivana Mixová. Státní filharmonii Brno, Kühnův smíšený sbor a Dětský sbor Kantiléna řídí Jiří Pinkas
- 2001 (Fonè 024) Zpívají (hrabě) Valentin Pivovarov, (Bohuš) Markus Werba, (Adolf) Alessandro Grato, (Julie) Tatiana Monogarova, (Filip) Mirco Palazzi, (Jiří) Michal Lehotský, (Benda) Alasdair Elliot, (Terinka) Mariana Panova, (Lotinka) Rebecca Sharp. National Philharmonic Orchestra of Belarus a Wexford Festival Opera Chorus řídí Alexandre Voloschuk
- 2003 (Orfeo 641 043) Zpívají (hrabě) Mark Holland, (Bohuš) Marcin Bronikowski, (Adolf) Christoph Stephinger, (Julie) Andrea Danková, (Filip) Peter Mikuláš, (Jiří) Michal Lehotský, (Benda) Eberhard Francesco Lorenz, (Terinka) Lívia Ághová, (Lotinka) Mechthild Georg. WDR Sinfonieorchester Köln, Pražský komorní sbor a WDR Rundfunkchor Köln řídí Gerd Albrecht

## Galerie

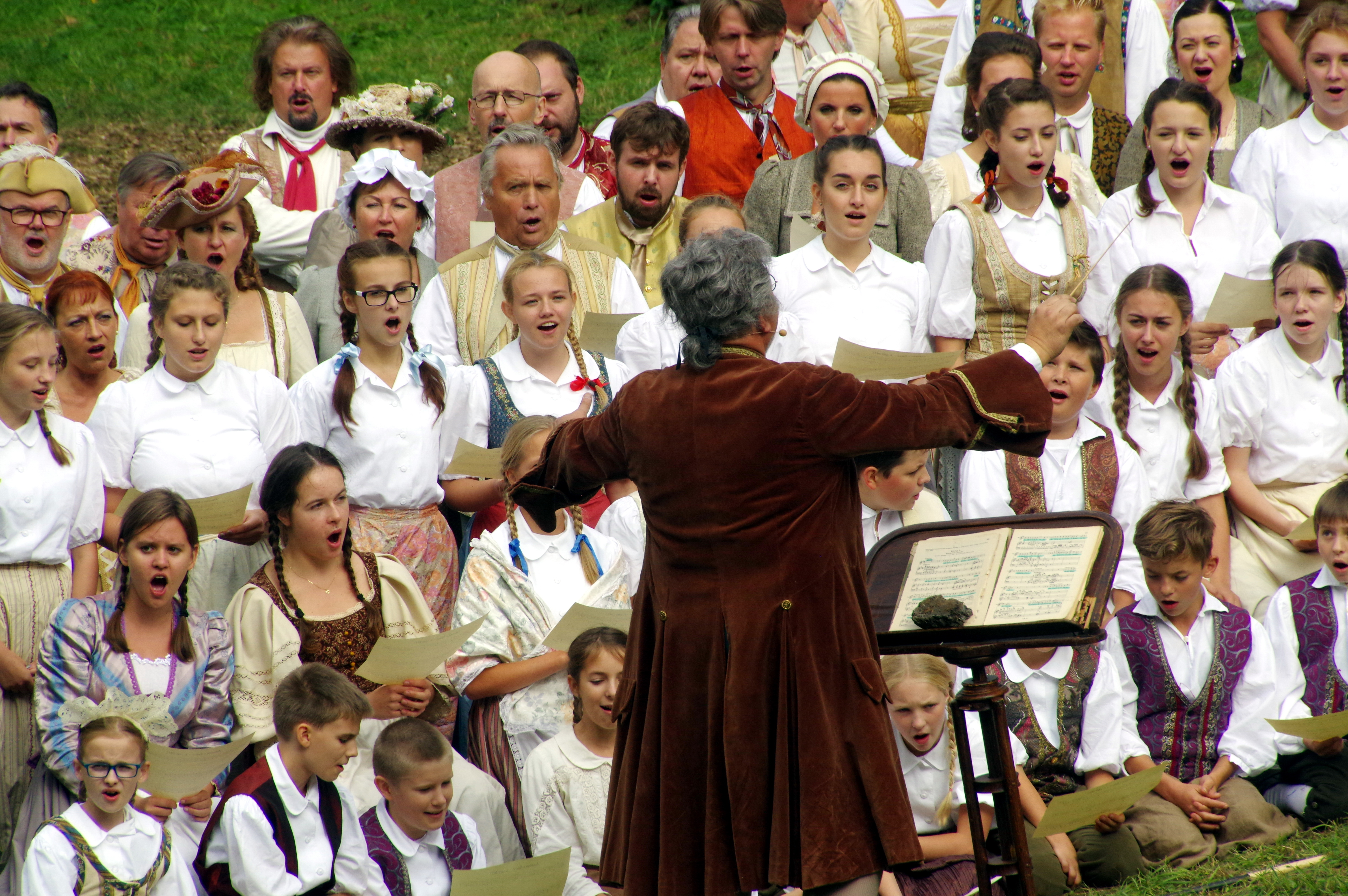
Opera Jakobín v amfiteátru Divoké Šárky v Praze (3. září 2017)
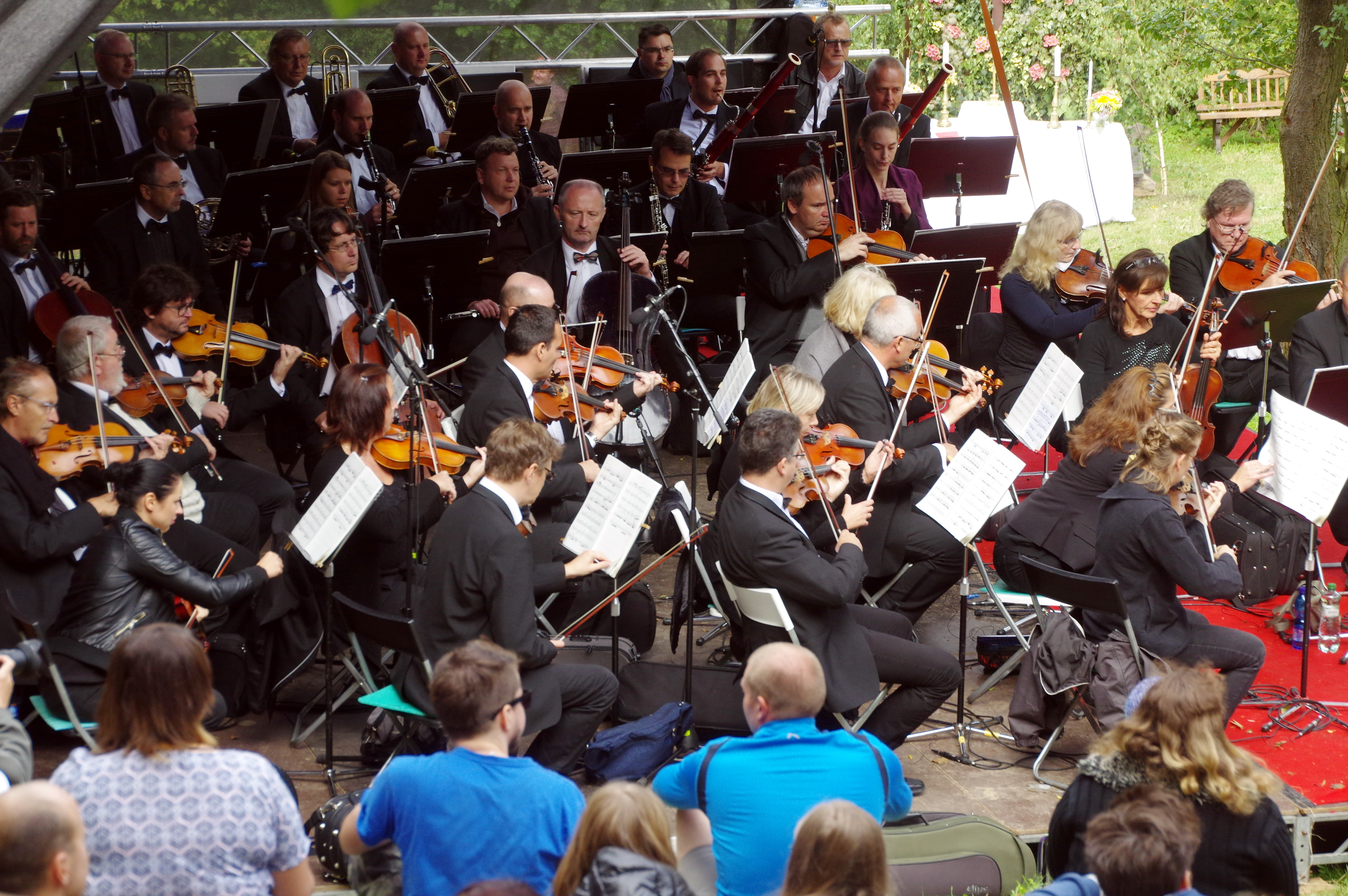
Opera Jakobín v amfiteátru Divoké Šárky v Praze (3. září 2017)
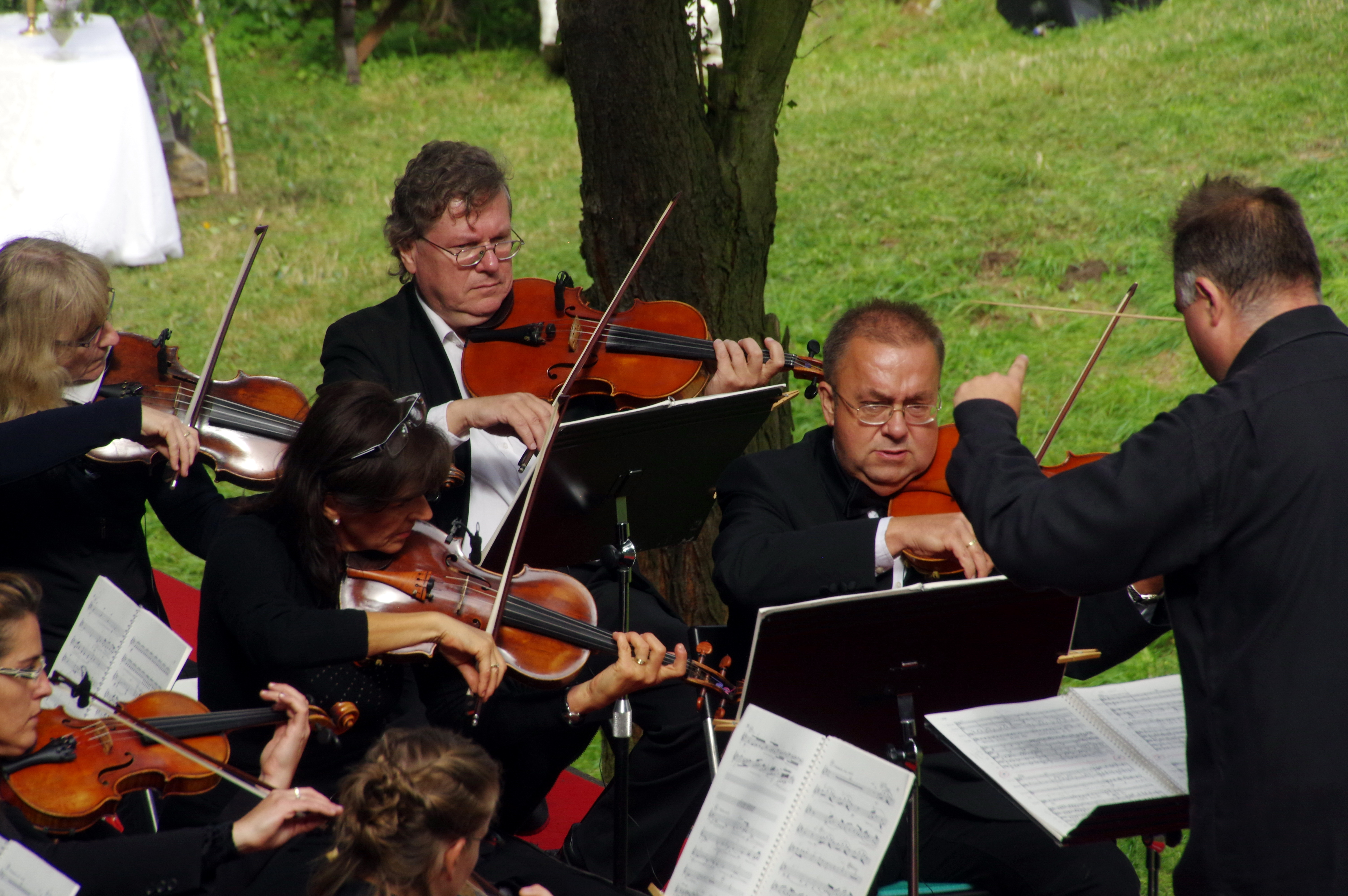
Opera Jakobín v amfiteátru Divoké Šárky v Praze (3. září 2017)
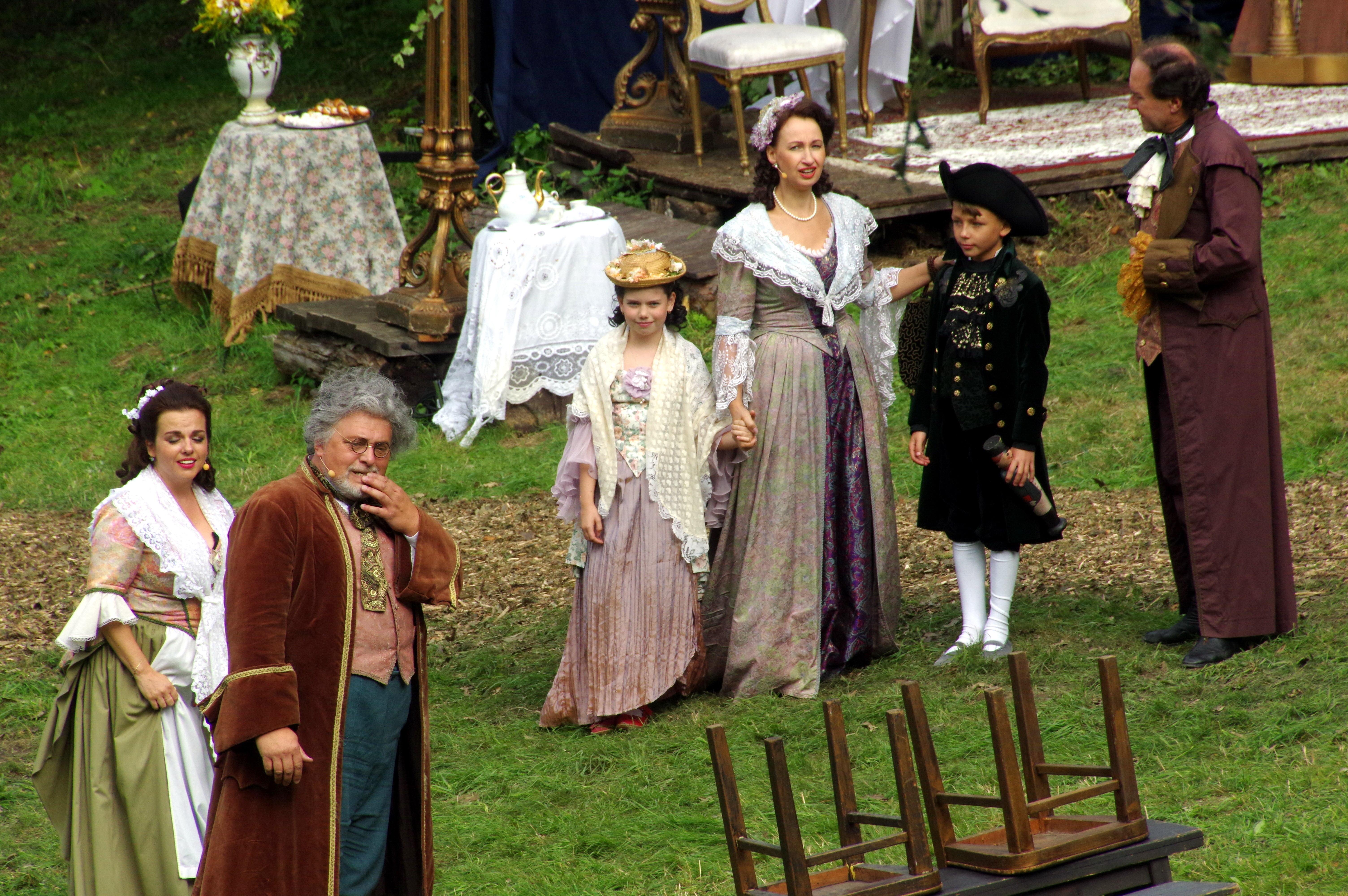
Opera Jakobín v amfiteátru Divoké Šárky v Praze (3. září 2017)
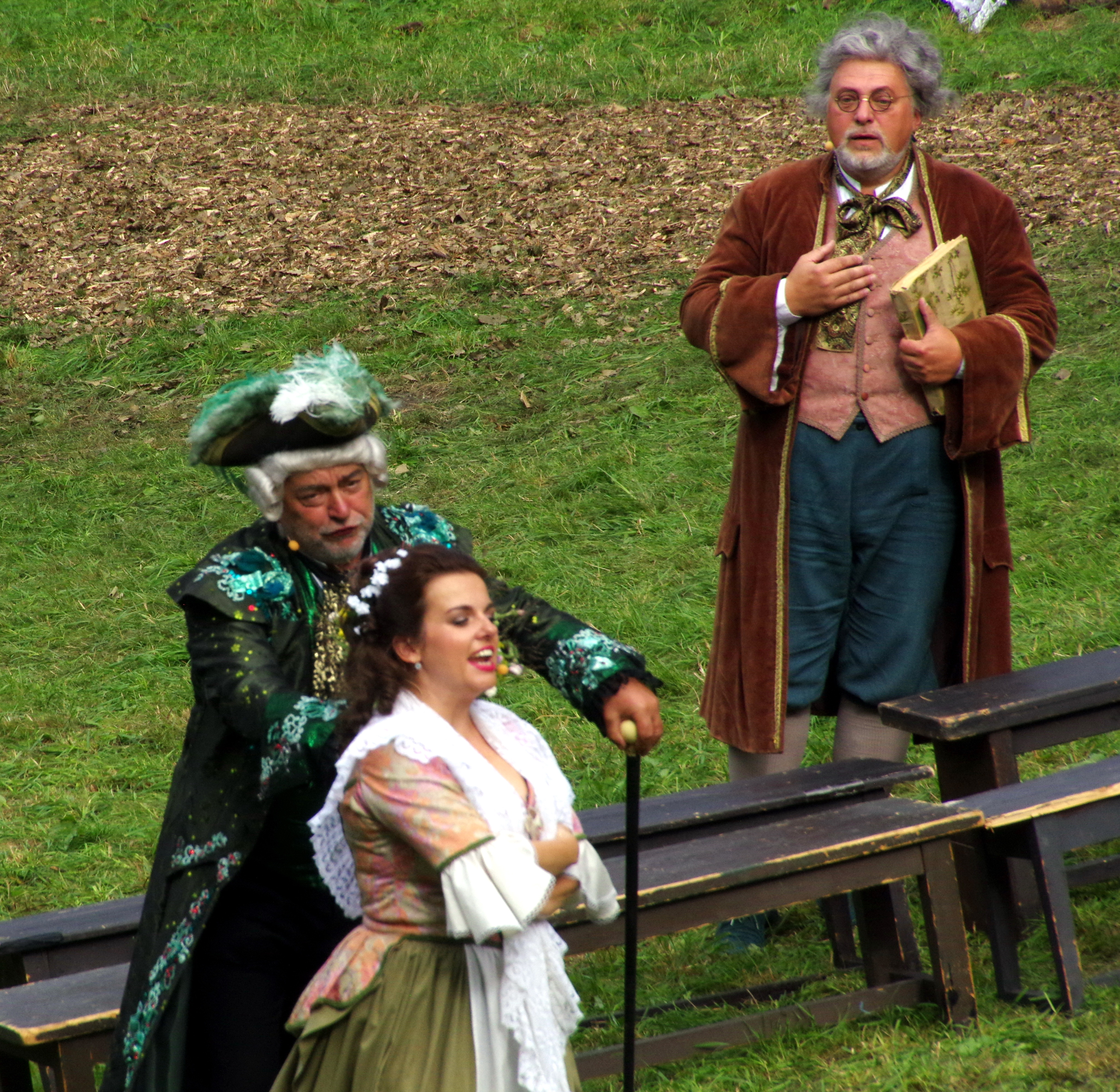
Opera Jakobín v amfiteátru Divoké Šárky v Praze (3. září 2017)
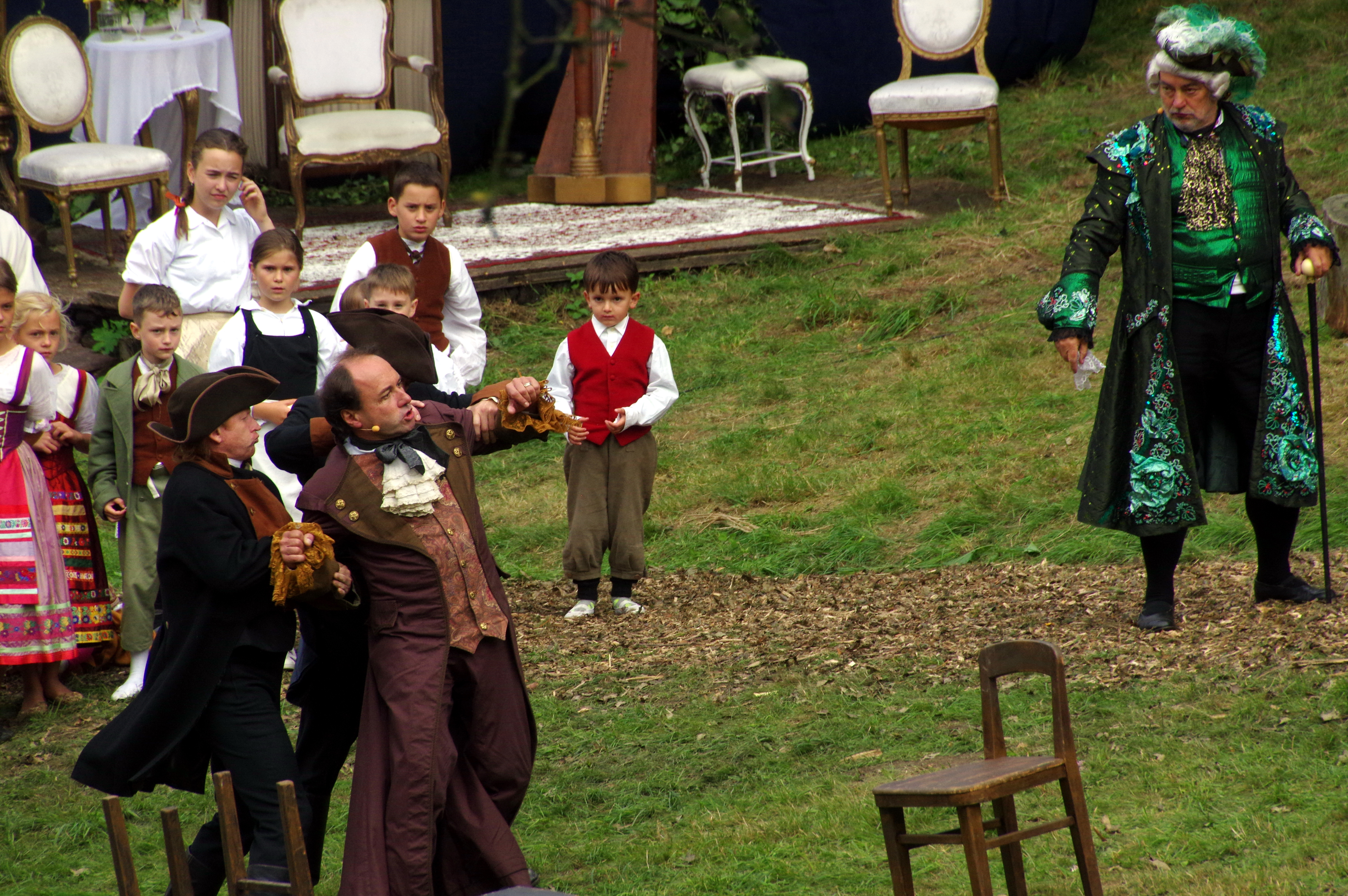
Opera Jakobín v amfiteátru Divoké Šárky v Praze (3. září 2017)
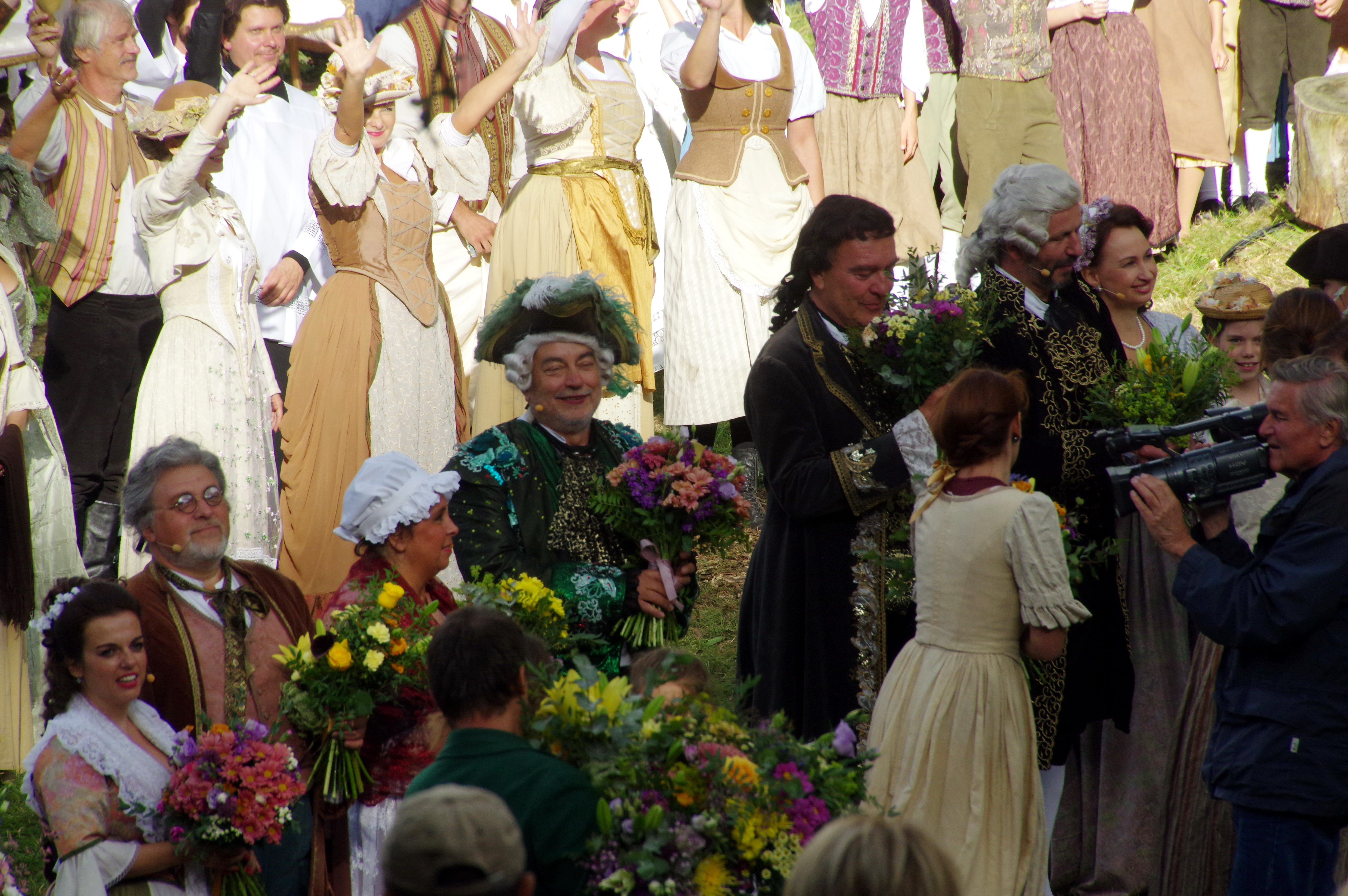
Opera Jakobín v amfiteátru Divoké Šárky v Praze (3. září 2017)